# 郁林观石刻群
郁林观石刻群，位于江苏省连云港市新浦区南云台山麓，是中华人民共和国全国重点文物保护单位之一。
2002年10月22日，公布为江苏省文物保护单位，2013年5月公布为全国重点文物保护单位，是一座石刻及其他。